# Svartnäbbad bågnäbbsparadisfågel
Svartnäbbad bågnäbbsparadisfågel (Drepanornis albertisi) är en fågel i familjen paradisfåglar inom ordningen tättingar.

## Utseende och läte
Svartnäbbad bågnäbbsparadisfågel är en stor och långnäbbad fågel. Ovansidan är brun och runt ögat syns grå bar hud. Den böjda näbben är svart. Hanen har svart strupe och en liten hornliknande blågrönglänsande tofs framför ögat. Honan är ljus under med mörka fjäll. Honan liknar hona svart bågnäbbsparadisfågel och brun bågnäbbsparadisfågel, men förekommer på lägre nivåer, har kortare stjärt och saknar svart strupe. Sången består av serie identiska ljusa toner som böjs till en lös drill, ökande i ljudstyrka.

## Utbredning och systematik
Svartnäbbad bågnäbbsparadisfågel delas in i två underarter:
- Drepanornis albertisi albertisi – förekommer i bergsområden på Fågelhuvudhalvön och Huonhalvön på Nya Guinea
- Drepanornis albertisi cervinicauda – förekommer i centrala Nya Guineas bergstrakter

## Levnadssätt
Svartnäbbad bågnäbbsparadisfågel hittas i bergskogar på medelhög höjd. Den använder sin speciella näbb för att gräva efter insekter, men tar också frukt.

## Status och hot
Arten har ett stort utbredningsområde, men tros minska i antal, dock inte tillräckligt kraftigt för att den ska betraktas som hotad. Internationella naturvårdsunionen IUCN listar arten som livskraftig (LC).

## Namn
Fågelns vetenskapliga artnamn hedrar Luigi Maria Conte d’Albertis (1841-1901), italiensk botaniker, zoolog och etnolog verksam i Ostindien och på Nya Guinea 1871-1878. Fram tills nyligen kallades den även d'Albertis bågnäbbsparadisfågel på svenska, men justerades 2022 till ett enklare och mer informativt namn av BirdLife Sveriges taxonomikommitté.